# Nathismusia southwoodi
Nathismusia southwoodi är en stekelart som beskrevs av John S. Noyes och Hayat 1984. Nathismusia southwoodi ingår i släktet Nathismusia och familjen sköldlussteklar. Inga underarter finns listade i Catalogue of Life.